# Österreichisch-sri-lankische Beziehungen
Als österreichisch-sri-lankische Beziehungen wird das zwischenstaatliche Verhältnis von Österreich und Sri Lanka bezeichnet. Die Beziehungen zwischen den beiden Ländern können als freundlich bezeichnet werden.

## Geschichte

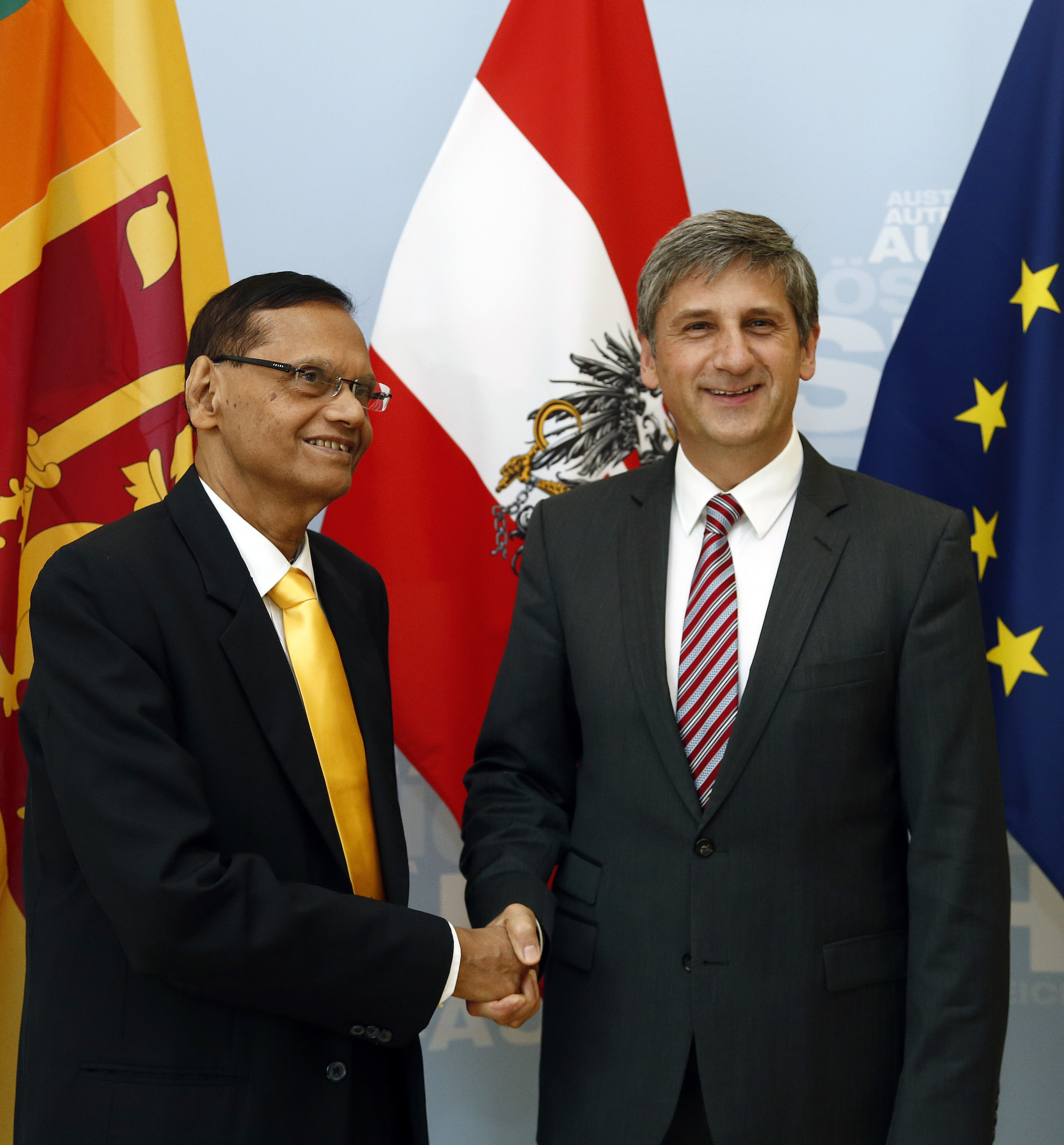
Gamini Lakshman Peiris mit Michael Spindelegger im Juni 2013

Seit dem 23. April 1954 bestehen zwischen der Republik Österreich und der Demokratischen Sozialistischen Republik Sri Lanka diplomatische Beziehungen. Im Rahmen der Österreichischen Entwicklungszusammenarbeit werden im Rahmen von Wirtschaftspartnerschaften lokale Unternehmen in Sri Lanka produktions- und marketingtechnisch unterstützt, die in besonders isolierten Teilen der Insel produzieren. 1998 besuchte der Gesundheitsminister Sri Lankas Niletti Nimal Siripala de Silva Österreich. 1999 kam die österreichische Staatssekretärin für auswärtige Angelegenheiten, Benita Ferrero-Waldner, nach Sri Lanka. 2003 kam der sri-lankische Außenminister Tyronne Fernando in die Alpenrepublik. Nach der Seebebenkatastrophe vom 26. Dezember 2004 half die österreichische Zivilbevölkerung  mit über 54 Mio. Euro an privaten Spenden, die im Rahmen der Aktion Nachbar in Not gesammelt wurden. Von der österreichischen Bundesregierung und den österreichischen Gebietskörperschaften wurde ein mit 49 Mio. Euro schweres Programm zum Wiederaufbau für die Gesamtregion zur Verfügung gestellt – davon waren 28 Mio. Euro allein für Sri Lanka vorgesehen. 2005 besuchten der damalige österreichische Vizekanzler und Minister für Verkehr, Innovation und Technologie Hubert Gorbach und Außenministerin Ursula Plassnik Sri Lanka. Der sri-lankische Staatssekretär im Außenministerium Palitha Kohona besuchte Österreich im Jahr 2007. Eine Delegation des österreichischen Bundesministeriums für Finanzen hielt sich von 10. bis 14. September 2007 in Sri Lanka auf, um über ein bilaterales Doppelbesteuerungsabkommen zu verhandeln. 2009 hielt sich der sri-lankische Minister für Höhere Bildung Wiswa Warnapala in Linz und Wien auf. Der sri-lankische Energieminister Champika Ranawaka kam im Rahmen von Gesprächen mit der internationalen Energiebehörde 2010 nach Österreich. Wolfgang Waldner, damals Staatssekretär im österreichischen Außenministerium besuchte Sri Lanka am 30. April 2012. Am 25. und 26. Juni 2015 kam der sri-lankische Finanzminister Ravi Karunanayake für einen Arbeitsbesuch nach Wien. 2016 besuchten der sri-lankische Präsident Maithripala Sirisena gemeinsam mit Außenminister Mangala Samaraweera, Finanzminister Ravi Karunanayake, Bildungsminister Mahinda Samarasinghe sowie Primärindustrieminister Daya Gamage Österreich. Sie trafen sich mit Bundespräsident Heinz Fischer und nahmen an einem WKO-Wirtschaftsforum teil. Die österreichische Botschafterin Brigitte Öppinger-Walchshofer stattete dem sri-lankischen Präsidenten Maithripala Sirisena anlässlich ihrer Ernennung zur Botschafterin am 11. April 2018 einen Besuch ab.

## Diplomatie
Sri Lanka ist in Österreich durch seine Botschaft in Wien und ein Honorarkonsulat in Graz vertreten. Der Botschafter in Wien ist außerdem die Vertretung bei den Internationalen Organisationen in Wien.
Sri Lanka liegt im Amtsbereich der Österreichischen Botschaft Neu-Delhi. Ein Honorarkonsulat in Colombo kümmert sich unter Leitung der Botschaft in Indien um die konsularischen Anliegen Österreichs in Sri Lanka.

## Wirtschaft
2016 wurden Waren im Wert von 49 Mio. Euro von Österreich nach Sri Lanka exportiert. Die wichtigsten österreichischen Exportwaren sind Maschinenbauerzeugnisse, Stickwaren, Papier, Pappe, Stahlprodukte, Molkereierzeugnisse, Medizintechnik sowie Mess- und Prüfgeräte. Nach Österreich importiert wurden Waren im Gesamtwert von 74 Mio. Euro. Die wichtigsten Importprodukte Österreichs aus Sri Lanka sind Bekleidung usDie wichtigsten Importprodukte Österreichs aus Sri Lanka sind Bekleidung und Zubehör, Sportartikel, Spielzeug, Kautschukprodukte, sowie Nahrungsmittel, wie Kaffee, Tee und Gewürze.